# Benkowski (schronisko)
Benkowski (bułg. Бенковски) – schronisko turystyczne w Starej Płaninie w Bułgarii.

## Opis i położenie
Znajduje się u południowo-zachodnich podnóży szczytu Uszi (Uszy). Jest to dwupiętrowy budynek o pojemności 60 miejsc z wewnętrznymi węzłami sanitarnymi i umywalniami. Budynek ma dostęp do wody bieżącej, prądu na agregat i z małej elektrowni wodnej, ogrzewany jest piecem. Dysponuje kuchnią turystyczną i jadalnią. Jest nazwane na cześć Georgiego Benkowskiego.
Sąsiednie obiekty turystyczne:
- schronisko Weżen (przez Suwatski doł) – 2,30 godz., a grzbietem - 3,30 godz.
- schronisko Momina polana – 7 godz.
- schronisko Paskał – 8 godz.
- opuszczone schronisko Płaninski izwori (Górskie źródła) – 6,30 godz.

Szlaki są znakowane.
Punkty wyjściowe:
- Ribarica – 5 godz.
- dworzec Kopriwsztica – 5,30 godz. pieszo przez Wyrtopę
- Anton – 5 godz.